# Gerichtsorganisation in Litauen

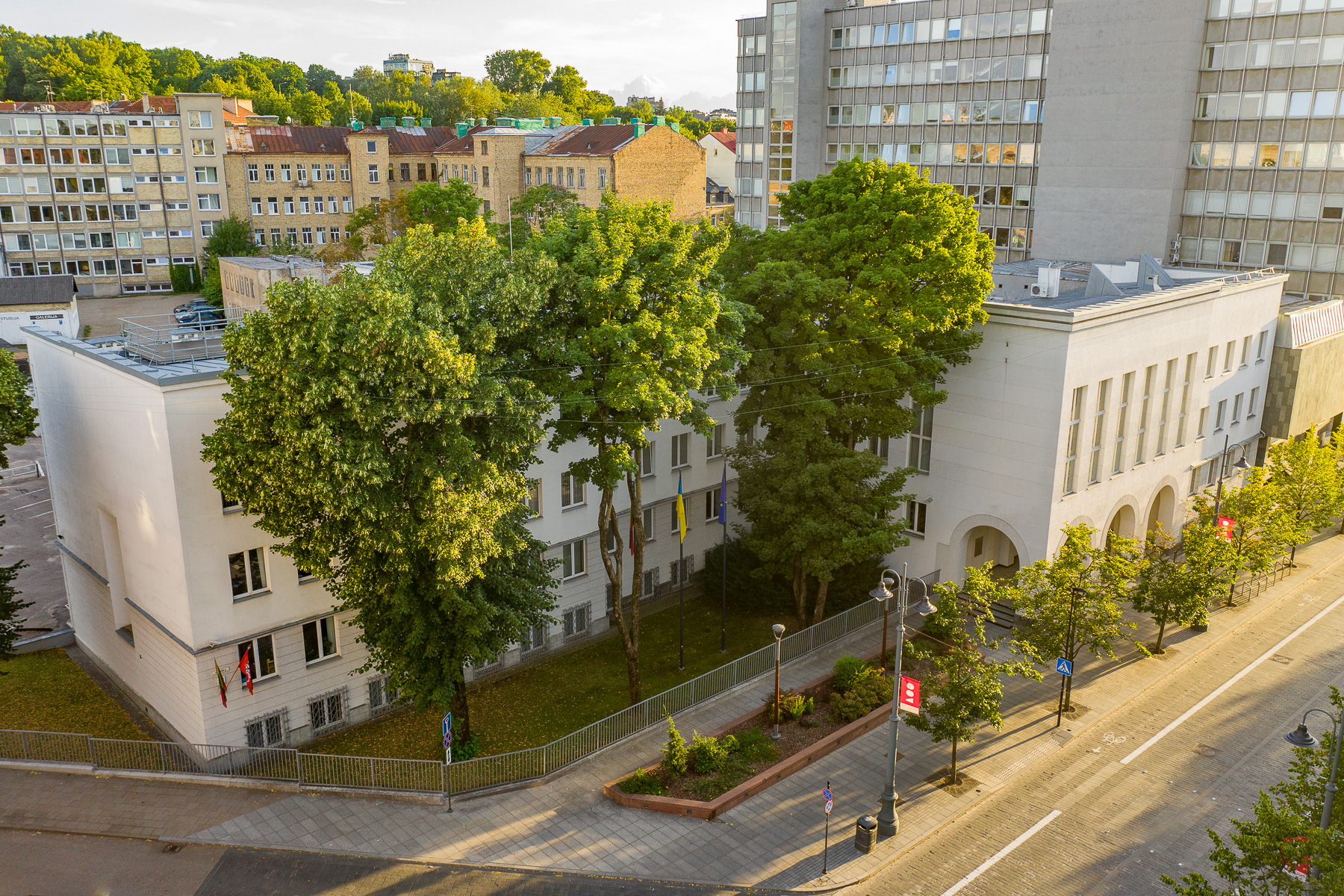
Litauisches Verfassungsgericht

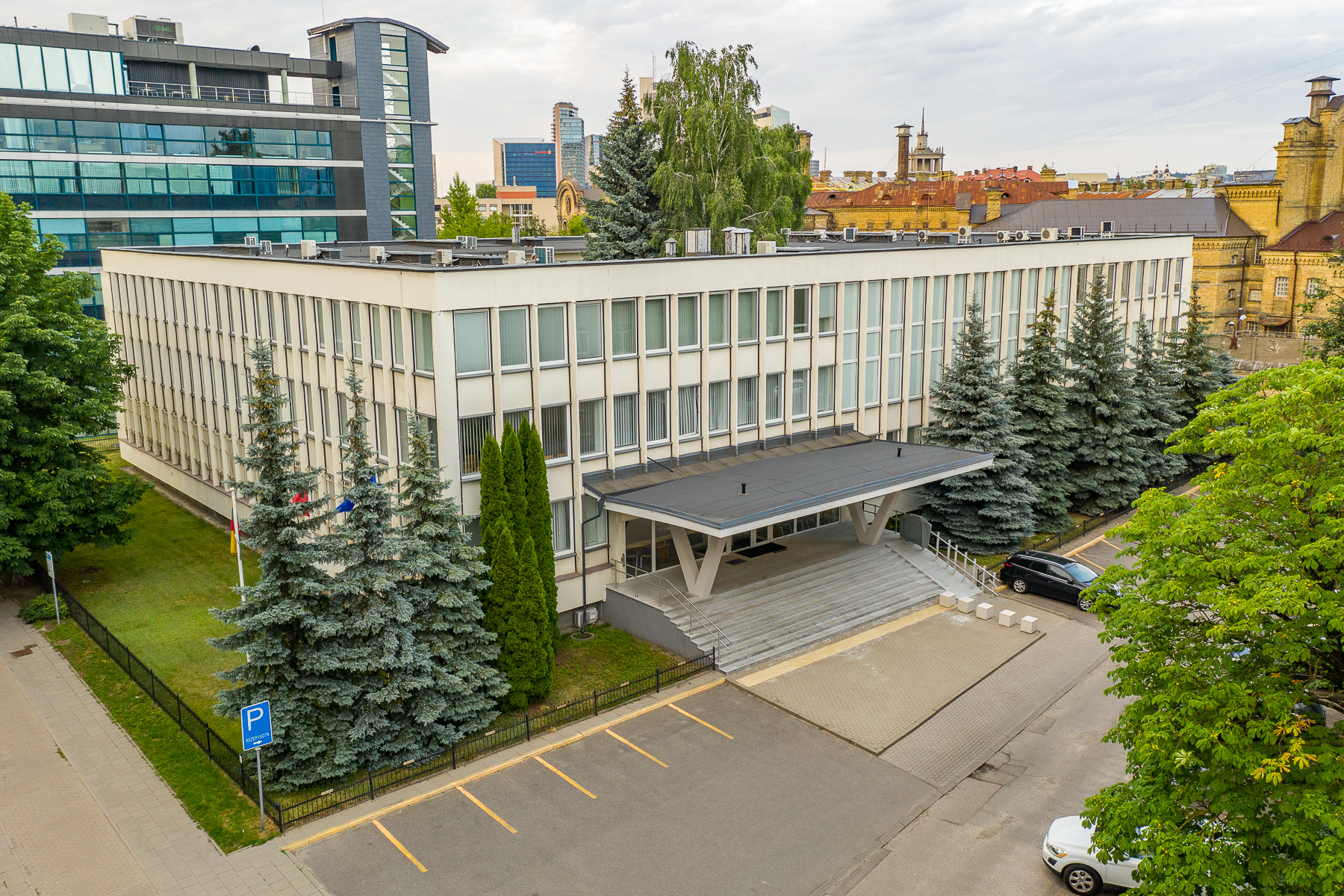
Oberstes Gericht Litauens

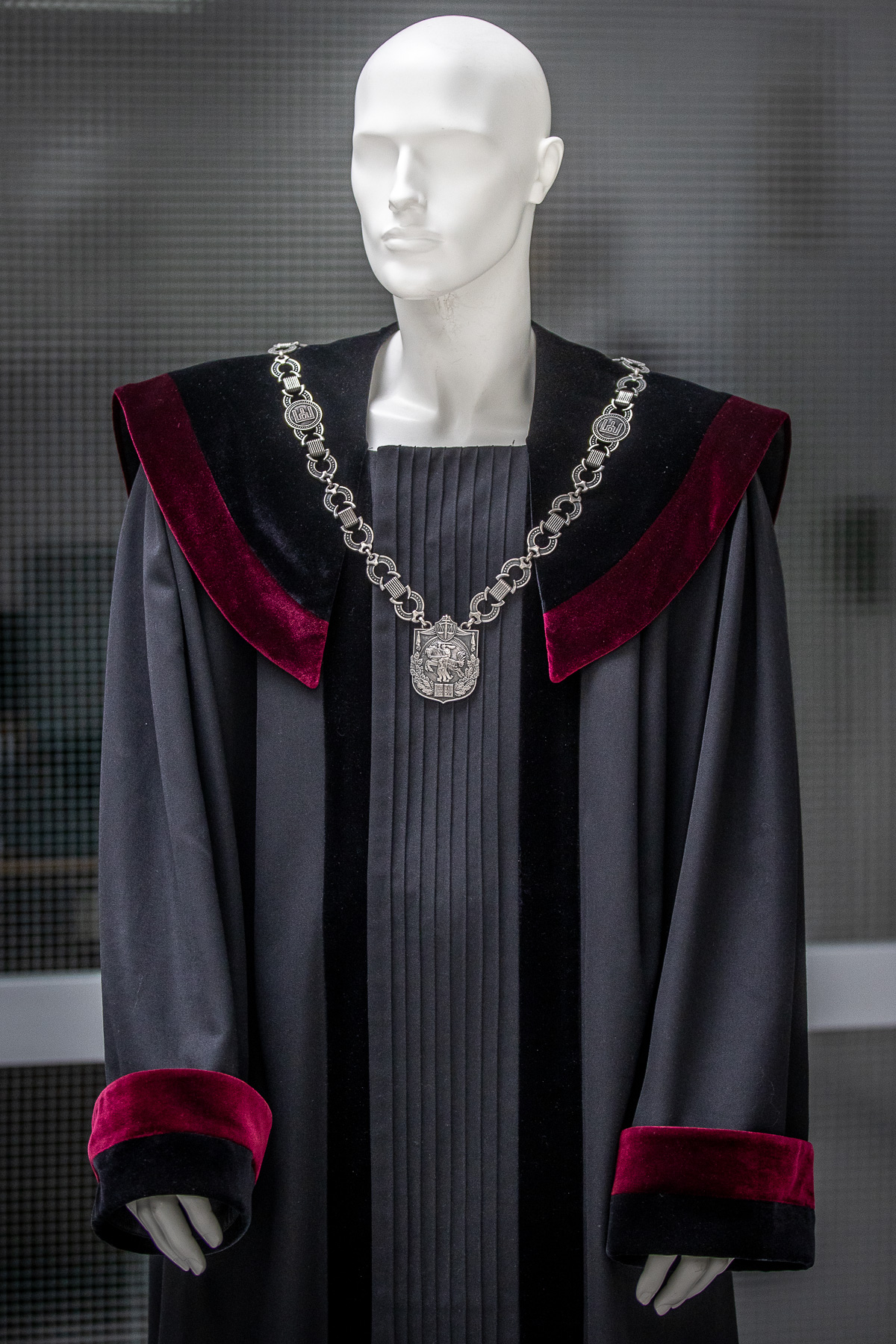
Tracht des litauischen Richters

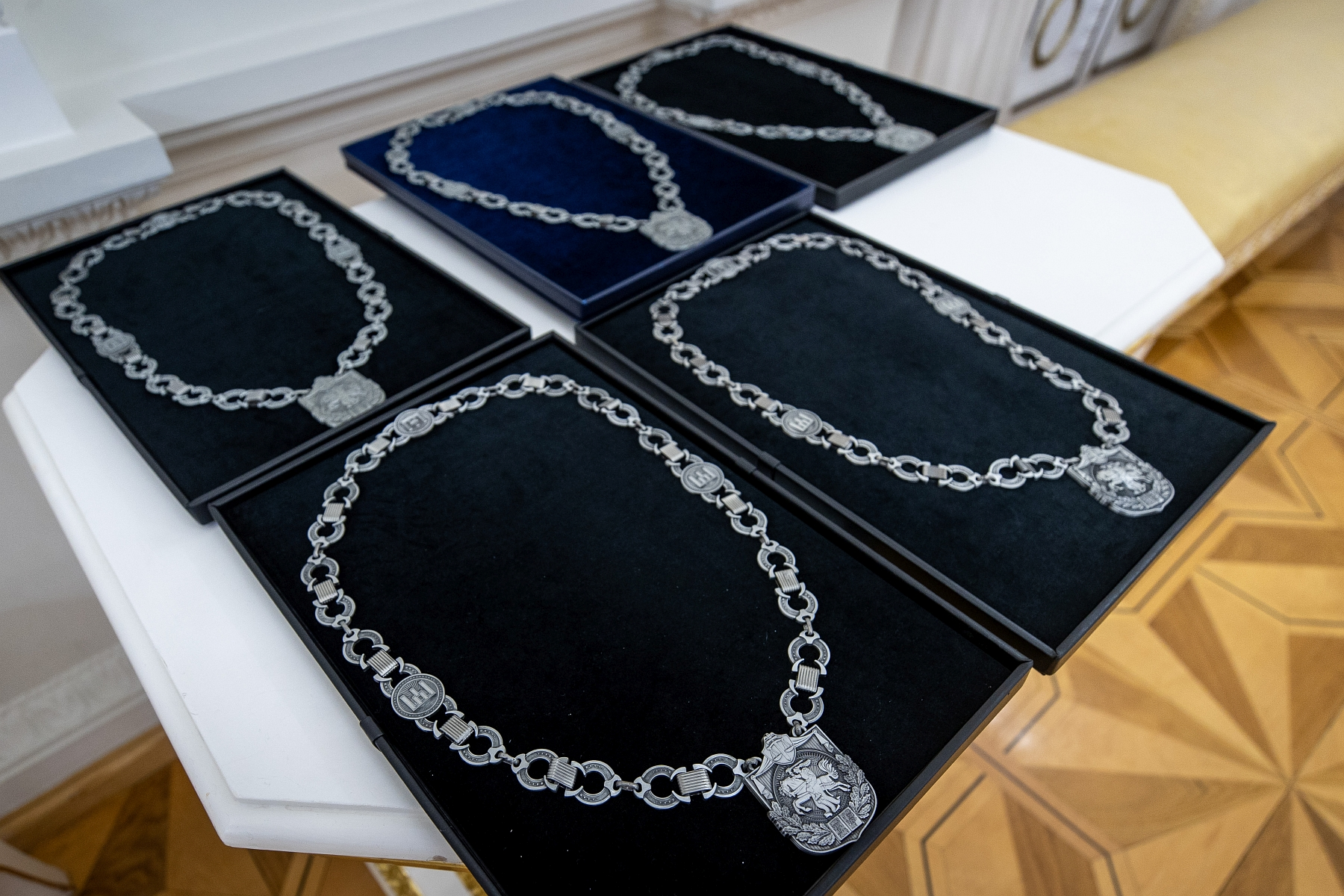
Anhänger des litauischen Richters

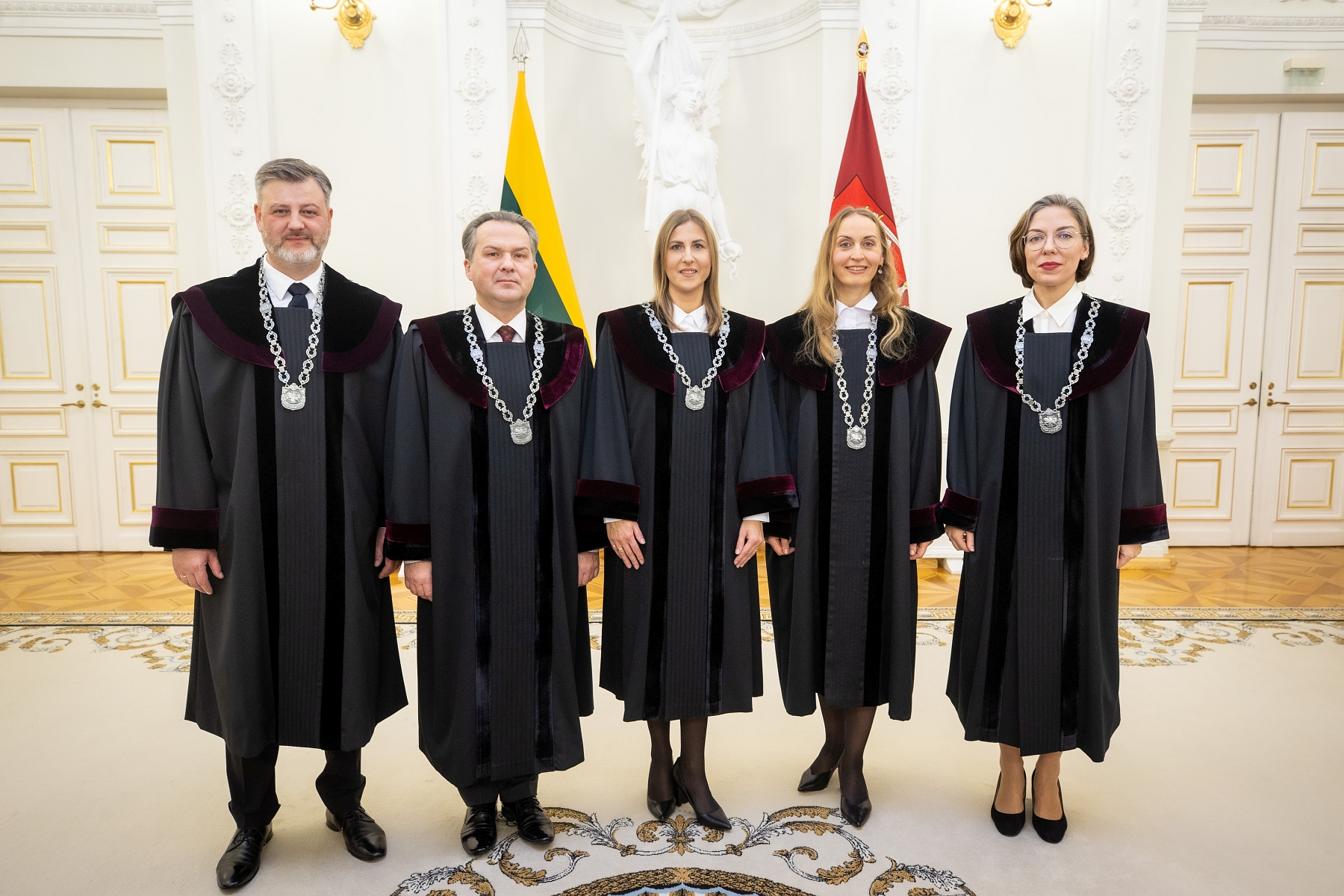
Neu ernannte Richter im Palast des litauischen Präsidenten

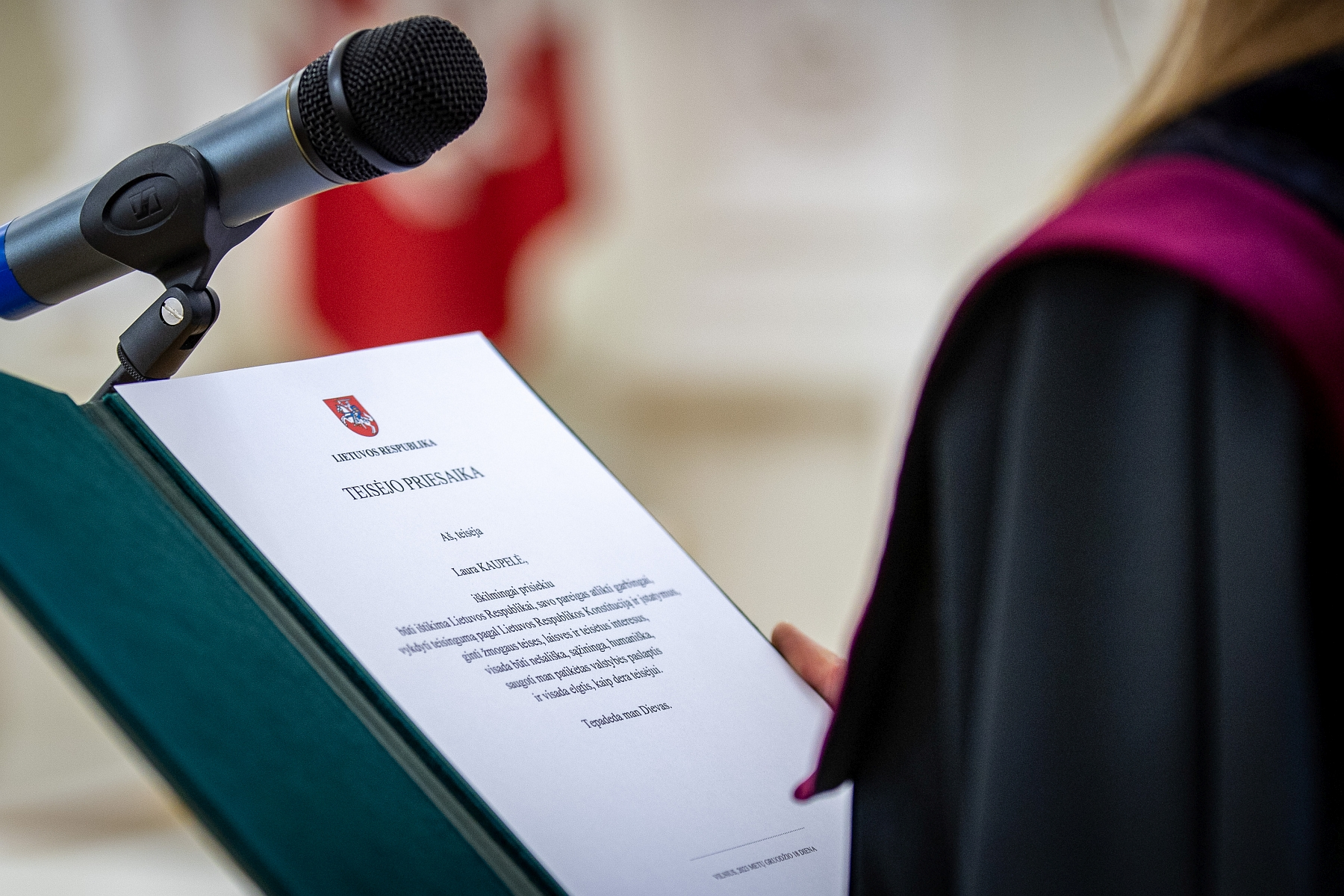
Text des Richtereids

Gerichtsorganisation in Litauen  umfasst staatliche Gerichte Litauens. 

## Grundlagen
Die Verfassung der Republik Litauen sieht vor, dass für die Rechtspflege ausschließlich die Gerichte zuständig sind. Richter und Gerichte sind bei der Ausübung der Rechtspflege unabhängig. Bei der Verhandlung von Rechtssachen sind Richter ausschließlich dem Recht verpflichtet. Richter dürfen Gesetze, die im Widerspruch zur Verfassung stehen, nicht anwenden.
Die Nationale Gerichtsverwaltungsbehörde hat nach Inkrafttreten der neuen Fassung des Gesetzes der Republik Litauen über Gerichte bzw. nach Inkrafttreten des Gesetzes über die Nationale Gerichtsverwaltungsbehörde am 1. Mai 2002 ihre Arbeit aufgenommen.
Die Hauptaufgabe dieser Behörde besteht darin, Institutionen im Bereich der gerichtlichen Selbstverwaltung bei der Erfüllung ihrer Aufgaben zu unterstützen.
Das Litauische Verfassungsgericht wacht über die Einhaltung der Verfassung. Die Obersten Gerichtshöfe Litauens sind:
- Lietuvos Aukščiausiasis Teismas (ordentliche Gerichtsbarkeit),
- das Oberste Verwaltungsgericht in Vilnius Vyriausiasis Administracinis Teismas (verwaltungsrechtliche Gerichtsbarkeit).

Der Großteil der Rechtsprechung liegt in der Verantwortung der nationalen ordentlichen Gerichte.
Die höchsten Gerichte sind immer nur Revisionsinstanz (Kassationsinstanz) und prüfen die Entscheidungen der nationalen Gerichte (Bezirksgerichte und Amtsgerichte) auf formelle Rechtmäßigkeit.
Der Appellationshof und Bezirksgerichte prüfen die Entscheidungen auf formelle und materielle Rechtmäßigkeit (als Tatsacheninstanz).

## Gerichtliche Selbstverwaltung
Die Generalversammlung der Richter ist das höchste Gremium der gerichtlichen Selbstverwaltung. Sämtliche litauischen Richter sind Mitglied der Generalversammlung.
Der Richterrat ist ein Exekutivorgan der gerichtlichen Selbstverwaltung und besteht aus 24 Mitgliedern.
Das richterliche Ehrengericht ist eine Institution der gerichtlichen Selbstverwaltung. Es verhandelt Disziplinarverfahren gegen Richter und Klagen von Richtern wegen Ehrverletzung.

## Richterrat
Der Rat der Richter ist das Selbstverwaltungsorgan der Richter und Gerichte.
Der Richterrat ist das Exekutivorgan der Justiz und gewährleistet die Unabhängigkeit der Justiz und der Richter. Der Richterrat besteht aus 24 Mitgliedern: 
- dem Präsidenten des Obersten Gerichtshofs von Litauen, dem Präsidenten des Berufungsgerichts von Litauen und dem Präsidenten des Obersten Verwaltungsgerichts von Litauen kraft ihres Amtes;
- Richtern, die von der Generalversammlung der Richter gewählt werden: je drei vom Obersten Gerichtshof, vom Berufungsgericht und vom Obersten Verwaltungsgericht, einer von jedem Regionalgericht, einer von allen regionalen Verwaltungsgerichten und einer von allen Bezirksgerichten im Zuständigkeitsbereich des jeweiligen Regionalgerichts. Die Richter werden von den Vertretern der betreffenden Gerichte vorgeschlagen und in der Generalversammlung der Richter gewählt.

Ein Richter, der weniger als 5 Jahre als Richter tätig ist oder gegen den eine Disziplinarmaßnahme verhängt wurde, kann nicht zum Mitglied des Richterrats gewählt werden. Die Amtszeit des Richterrates beträgt 4 Jahre.
Der Vorsitzende, der stellvertretende Vorsitzende und der Sekretär des Richterrates werden vom Richterrat für einen Zeitraum von zwei Jahren aus den Reihen der Mitglieder des Richterrates in geheimer Wahl gewählt. Die erste Sitzung des neuen Richterrats wird von dem Richter mit dem höchsten Dienstalter eröffnet. Dieser Richter organisiert die Wahl des Vorsitzenden des Richterrats.

## Zivilgerichtsbarkeit
Ordentliche Gerichte:

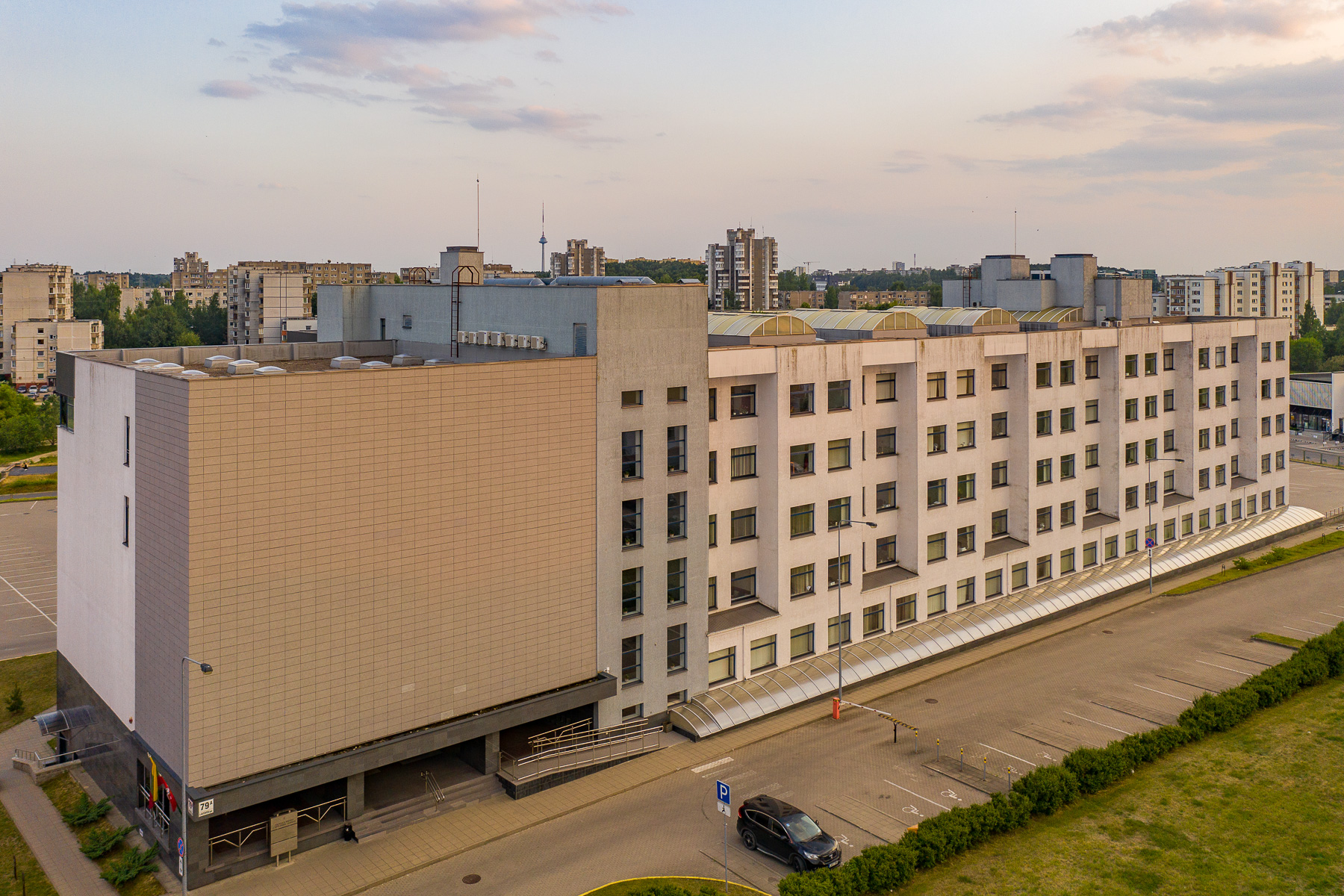
Gebäude vom Stadtkreisgericht Vilnius (2023)

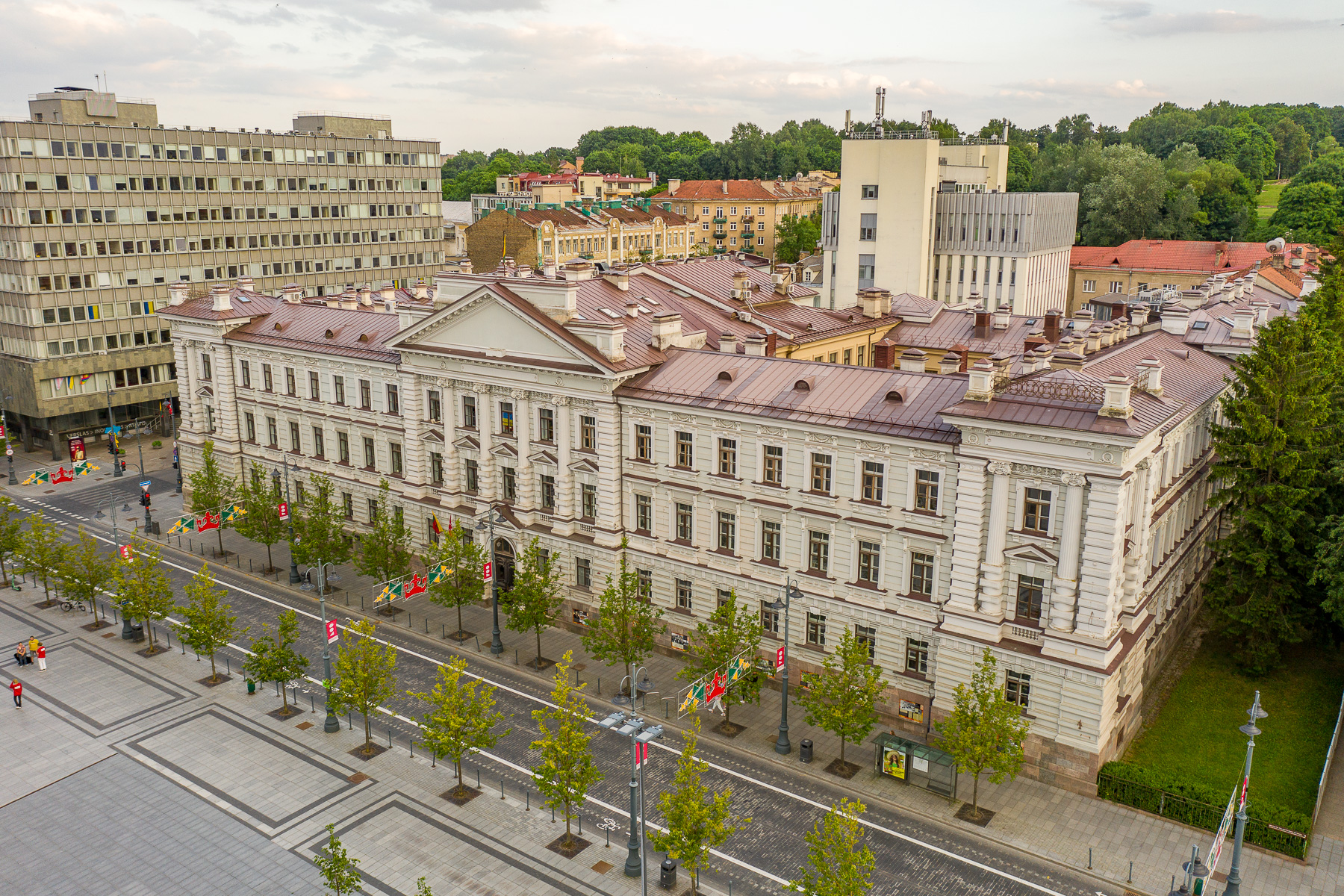
Gebäude von Bezirksgericht Vilnius und Appellationsgericht Litauens

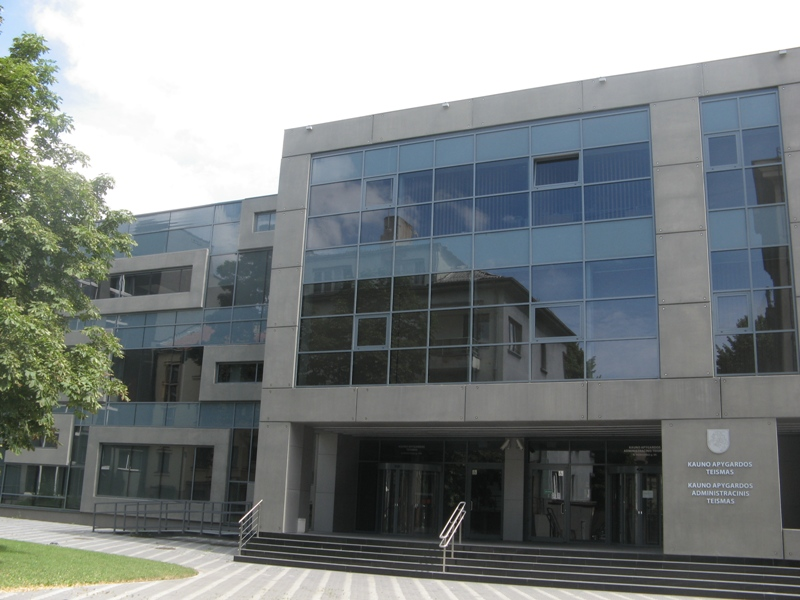
Justizpalast Kaunas (Bezirksverwaltungsgericht Kaunas und Bezirksgericht Kaunas)

- Amtsgerichte sind in erster Instanz zuständig für Straf- und Zivilsachen und für Gesetzesverletzungen der Verwaltung (die gemäß dem Gesetz in die Zuständigkeit des Amtsgerichts fallen); außerdem für Rechtssachen, die in die Zuständigkeit der Richter für Grundpfandrechte fallen und für Rechtssachen, die sich auf die Vollziehung von Entscheidungen und Strafurteilen beziehen. Die Richter am Amtsgericht sind auch als Richter in Vorverfahren und als Vollstreckungsrichter tätig. Außerdem erfüllen sie sämtliche andere, dem Amtsgericht nach dem Gesetz zugewiesenen Aufgaben.
- Bezirksgerichte sind die erstinstanzlichen Gerichte für Straf- und Zivilsachen, die nach dem Gesetz in die Zuständigkeit der Bezirksgerichte fallen. Außerdem ist es eine Rechtsmittelinstanz für amtsgerichtliche Urteile, Entscheidungen, Anordnungen und Beschlüsse.

Der Präsident des Bezirksgerichts organisiert die Verwaltung der Amtsgerichte und führt die Aufsicht über die Amtsgerichte und Amtsrichter, die in seinen Zuständigkeitsbereich fallen gemäß dem vom Gesetz vorgeschriebenen Verfahren.
- Das Appellationsgericht ist die Rechtsmittelinstanz für die vor den Bezirksgerichten in erster Instanz verhandelten Rechtssachen. Vor dem Appellationsgericht werden auch Anträge auf Anerkennung von Entscheidungen ausländischer und internationaler Gerichte bzw. Anträge auf Anerkennung ausländischer und internationaler Schiedssprüche sowie auf deren Vollziehung innerhalb der Republik Litauen verhandelt. Das Appellationsgericht erfüllt außerdem weitere ihm gesetzlich zugewiesene Aufgaben.

Der Präsident des Appellationsgerichts organisiert die Verwaltung der Bezirksgerichte und führt die Aufsicht über die Bezirksgerichte und die Bezirksrichter gemäß dem vom Gesetz vorgeschriebenen Verfahren.
- Der Oberste Gerichtshof Litauens ist die einzige Kassationsinstanz. Dem Obersten Gerichtshof obliegt die Überprüfung von rechtskräftigen Urteilen, Entscheidungen, Anordnungen und Beschlüssen der allgemein zuständigen Gerichte. Der Oberste Gerichtshof ist für die Entwicklung einer einheitlichen Rechtsprechung bei der Auslegung und Anwendung der Gesetze und anderer Rechtsakte zuständig.

Siehe Allgemeine Gerichtsbarkeit in Litauen.

## Verwaltungsgerichtsbarkeit

### Bezirksverwaltungsgerichte
Bezirksverwaltungsgerichte (in Kaunas, Klaipėda, Vilnius, Panevėžys und Šiauliai) sind Gerichte mit besonderer Zuständigkeit. Sie verhandeln Beschwerden (Eingaben) in Bezug auf Verwaltungsakte sowie auf Handlungen und Unterlassungen (Nichterfüllung von Pflichten) von Verwaltungsorganen im öffentlichen und internen Bereich. Bezirksverwaltungsgerichte verhandeln über Streitfälle im Bereich der öffentlichen Verwaltungen, über Fragen in Bezug auf die Rechtmäßigkeit von Verwaltungsvorschriften, über Steuerstreitfälle usw.
Vor Anrufung eines Verwaltungsgerichts können einzelne Rechtsakte oder Handlungen, die durch Verwaltungsorgane in den gesetzlich vorgesehenen Fällen ergehen, in einem Vorverfahren angegriffen werden. In diesem Fall werden die Streitfälle von einer städtischen Kommission für verwaltungsrechtliche Streitigkeiten, einer Bezirkskommission für verwaltungsrechtliche Streitigkeiten bzw. der Hauptkommission für verwaltungsrechtliche Streitigkeiten geprüft.

### Oberstes Verwaltungsgericht Litauens

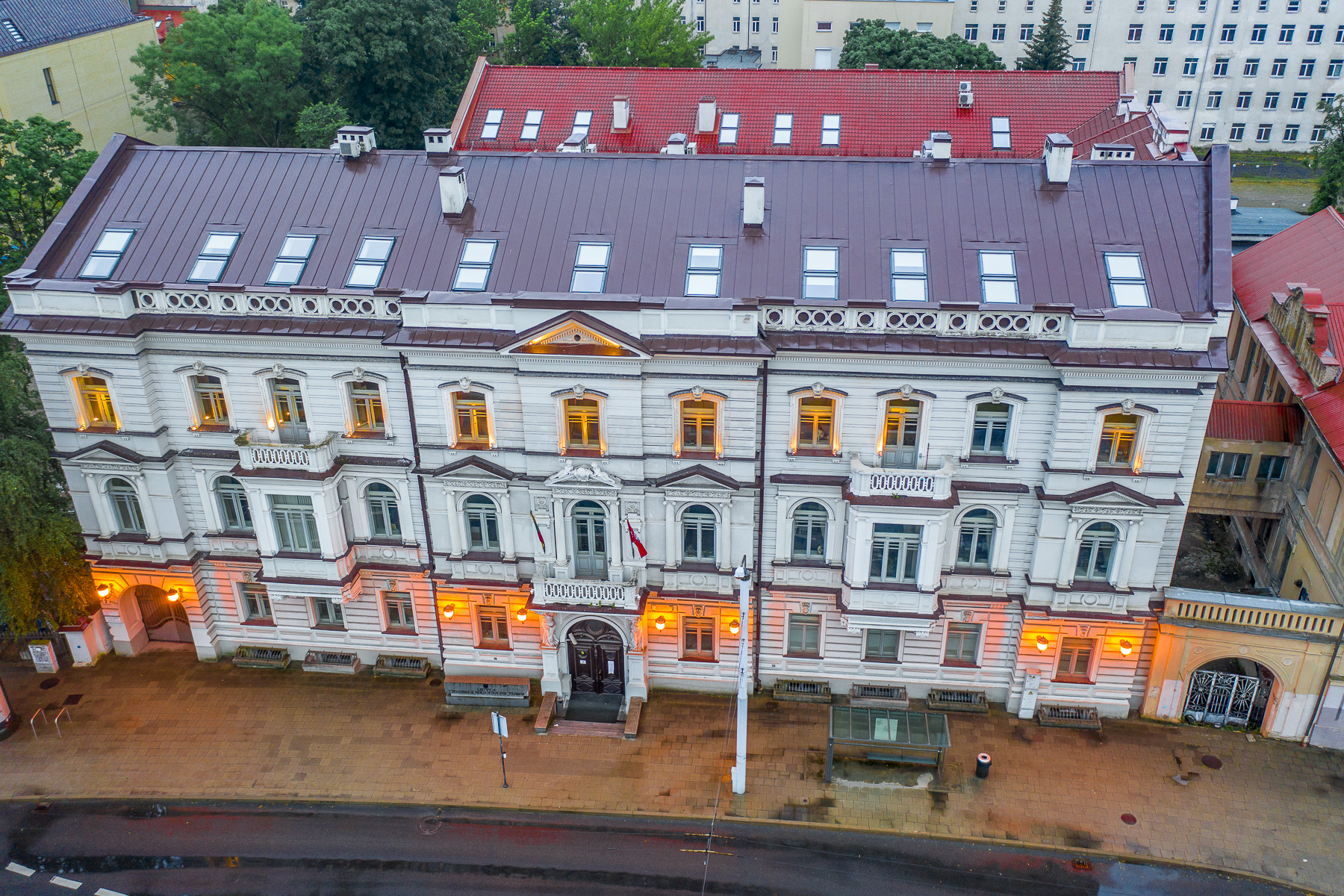
Oberstes Verwaltungsgericht Litauens

Das Oberste Verwaltungsgericht Litauens ist die erste und letzte Instanz für Verwaltungssachen, die nach dem Gesetz in die Zuständigkeit dieses Gerichts fallen. Das Gericht ist außerdem als Rechtsmittelinstanz für folgende Sachen zuständig: Für Fälle, die sich aus den Entscheidungen, Anordnungen und Beschlüssen der Bezirksverwaltungsgerichte ergeben sowie für Fälle in Bezug auf Gesetzesverletzungen der Verwaltung, die sich aus den Entscheidungen der Amtsgerichte ergeben.
Das Oberste Verwaltungsgericht ist auch in gesetzlich festgelegten Fällen für die Verhandlung eines Antrages auf Wiederaufnahme einer abgeschlossenen Verwaltungssache einschließlich von Fällen verwaltungsrechtlicher Gesetzesverletzungen zuständig.
Das Oberste Verwaltungsgericht ist im Bereich der Verwaltungsgerichte für die Entwicklung einer einheitlichen Rechtsprechung bei der Auslegung und Anwendung der Gesetze und anderer Rechtsakte zuständig.